# Destin dans la nuit
Pour plus de détails, voir Fiche technique et Distribution.
Destin dans la nuit (The House Across the Bay) est un film américain réalisé par Archie Mayo, sorti en 1940.

## Fiche technique
- Titre original : The House Across the Bay
- Titre français : Destin dans la nuit
- Réalisation : Archie Mayo
- Scénario : Kathryn Scola (en) et Myles Connolly
- Direction artistique : Alexander Golitzen et Richard Irvine
- Décors : Julia Heron
- Costumes : Irene
- Photographie : Merritt B. Gerstad
- Montage : Dorothy Spencer
- Musique : Werner Janssen
- Pays de production : États-Unis
- Format : Noir et blanc - 1,37:1
- Genre : comédie dramatique
- Durée : 88 minutes
- Date de sortie : 1940

## Distribution
- George Raft : Steve Larwitt
- Joan Bennett  : Brenda Bentley
- Lloyd Nolan : Slant Kolma
- Walter Pidgeon : Tim Nolan
- Gladys George : Mary Bogale
- Peggy Shannon : Alice
- June Knight : Babe
- Joe Sawyer : Charley
- Billy Wayne : Barney
- Georges Renavent : Fonctionnaire français
- Joseph Crehan : Fédéral
- Edward Fielding : Juge
- Virginia Brissac : Propriétaire